# Аке (город майя)
Аке (исп. Aké) — городище цивилизации майя, расположенный в муниципалитете Тишкокоб, штат Юкатан, Мексика.

## Название
Аке — это топоним, означающий «место тростника» на юкатекском языке.

## Описание
Примечательной особенностью этого места является система дорог, которая облегчает доступ к другим поселениям в этом регионе. Архитектура города относится к Предклассической эре (250-550 годам). Впервые она была описана Джоном Ллойдом Стефенсом и Фредериком Кезервудом в начале 1840-х годов.

### Дворец столпов

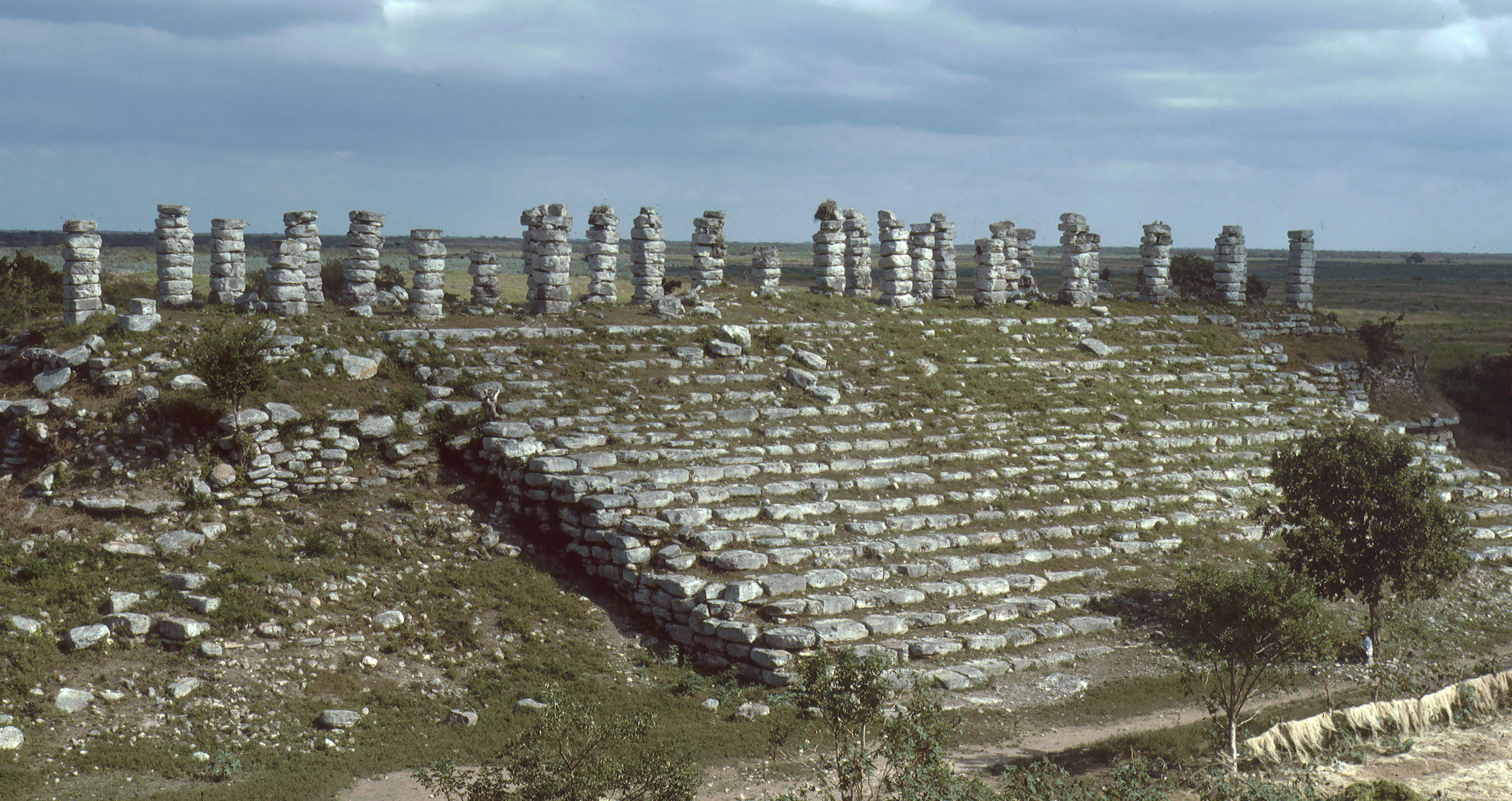
Дворец столпов

Самым важным сооружением Аке является «Дворец столпов». На платформе, длиной около 70 м, находятся 36 колонн, стоящие в три ряда. На платформу ведёт широкая лестница с узкими ступенями. Нет никаких свидетельств о том, что там когда-либо была ограждающая стена. Также нет возможности доказать, то что раньше на колоннах держалась крыша. Поэтому назначение этого сооружения неизвестно.

## Галерея

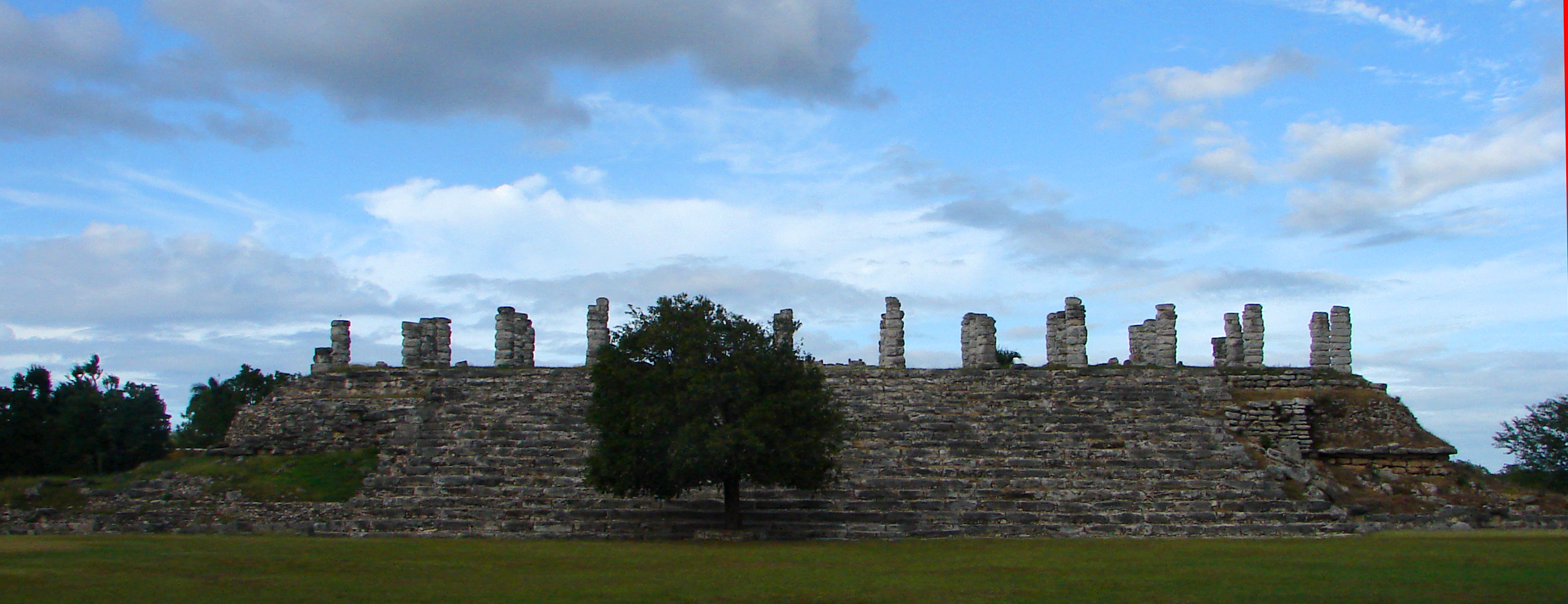
Дворец столпов
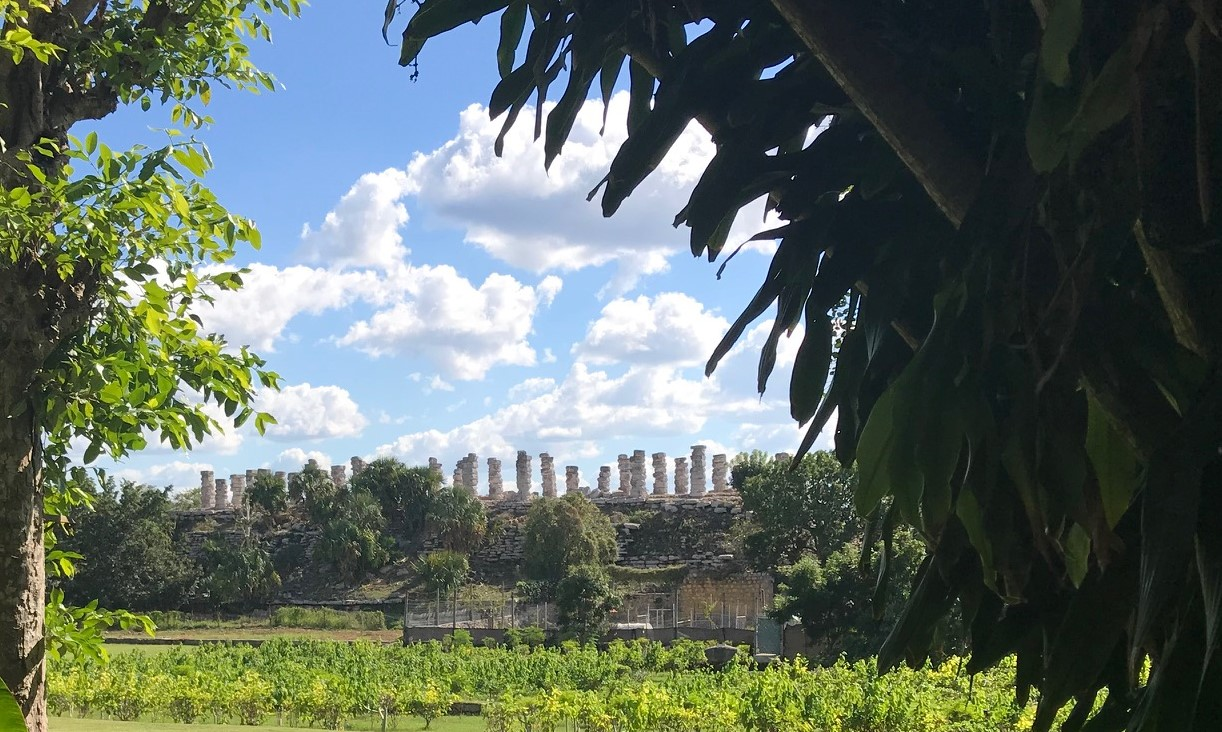
Дворец столпов
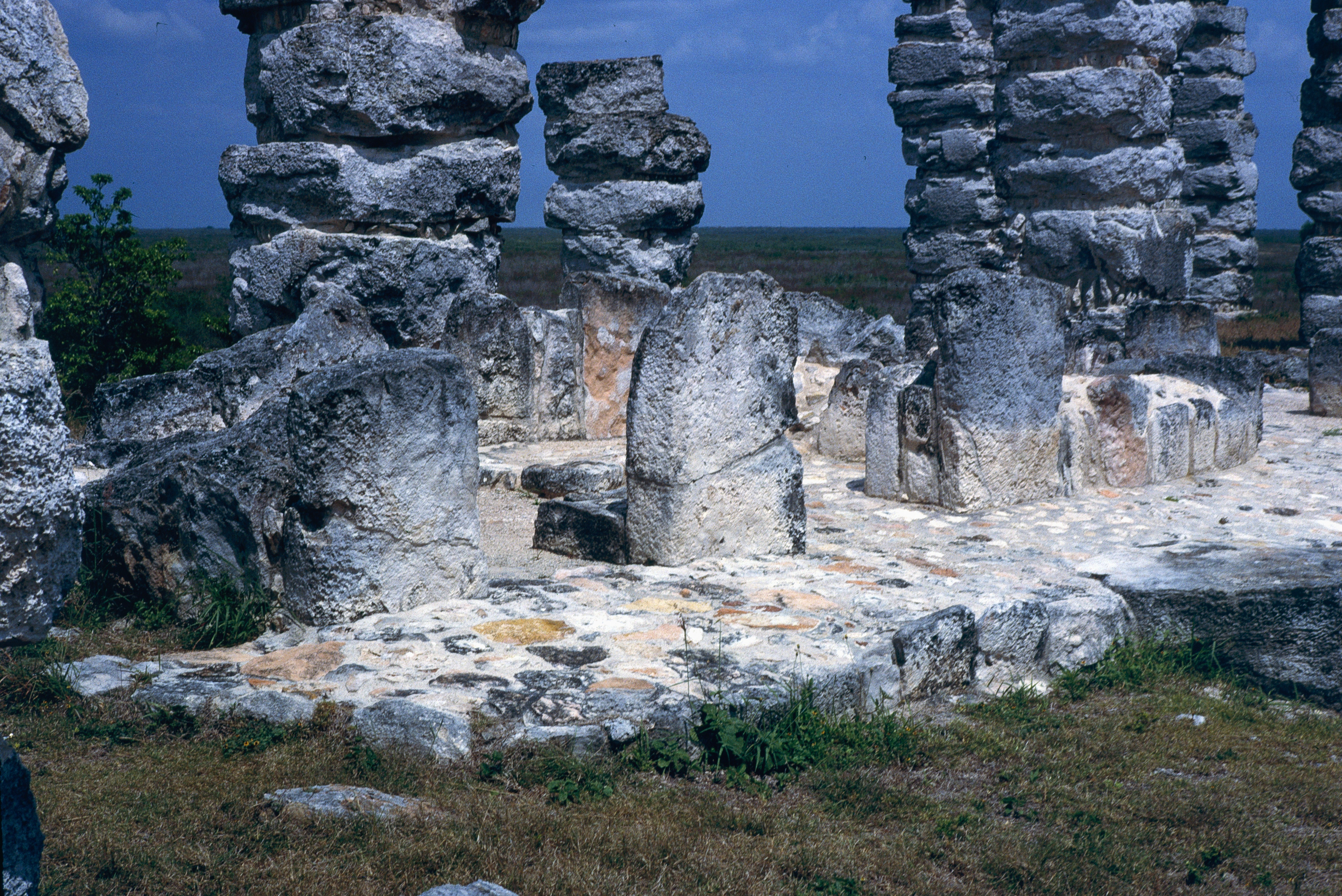
Платформа с колоннами